# Airopsis tenella
Airopsis tenella är en gräsart som först beskrevs av Antonio José Cavanilles, och fick sitt nu gällande namn av Ernest Saint-Charles Cosson och Michel Charles Durieu de Maisonneuve. Airopsis tenella ingår i släktet Airopsis och familjen gräs. Inga underarter finns listade i Catalogue of Life.